# Террелл, Тэрин
Тэрин Николь Террелл (англ. Taryn Nicole Terrell, род. 28 декабря 1985 года) — американская профессиональная рестлер, актриса и модель, работавшая в федерации рестлинга Total Nonstop Action Wrestling (TNA). Наибольшую известность Террел получила, выступая в World Wrestling Entertainment (WWE) под именем Тиффани. Она также работала в региональном отделении WWE Florida Championship Wrestling (FCW).

## Биография
Террел окончила Новоорлеанский университет по специальности маркетинг.

## Карьера в рестлинге
13 августа 2010 года Тиффани была отстранена от выступлений в WWE из-за её инцидента с мужем, рестлером Дрю Макинтайром. В 2012 году Тэрин возвращается на ринг в качестве судьи, но уже в другую федерацию, под названием TNA, набирающую тогда очень большую популярность. Возвращается уже без своего псевдонима, и сразу же делает себе имя (стала самой желанной женщиной месяца в TNA, благодаря своей внешности). После этого руководство TNA дает ей шанс выступления на ринге, с чем она успешно справляется, набирая тем временем большое количество фанатов. Наступает момент матча с Гейл Ким на Pay-Per-View под названием Slammiversary, где, уже состоявшаяся нокаутша, одерживает победу над легендарной первообладательницей титула в первом в истории матче «Последний, стоящий на ногах». В этот момент количество фанатов достигает своего пика. Через некоторое время Тэрин уходит в декретный отпуск и рожает ребёнка, дочку Эмерсон. Но через полгода возвращается на ринг и включается в борьбу за титул. 19 сентября 2014 года Тэрин одерживает победу в трехстороннем матче и становится новой чемпионкой TNA среди нокаутш.

## Личная жизнь
В 2008 году Террелл встречалась с актёром Альфонсо Рибейро. В июле 2009 года она обручилась с рестлером Дрю Макинтайром, а в мае 2010 года в Лас-Вегасе пара сыграла свадьбу. Но уже в мае 2011 года они развелись.
2 марта 2014 года у Тэрин родилась дочь Эмерсон, а в 2015 году она вышла замуж за профессионального мотогонщика и каскадёра Джозефа Дридена.
8 августа 2010 года Тэррел была арестована в округе Лос-Анджелес, Калифорния из-за ссоры со своим мужем Галлуа. Позже она была выпущена под залог 20 000 долларов. 26 сентября было объявлено, что все обвинения против Тэррел были сняты.
Террел появлялась в февральском и мартовском выпусках журнала Playboy Lingerie Special Edition 2010 года. На фотографиях, сделанных ещё до того, как она подписала контракт с WWE, Тэрин полностью обнажена.

## Любимые приёмы
- Завершающие приёмы
  - Diving crossbody[14]

- Коронные приёмы
  - Northern Lights suplex[14]

- Музыкальные темы
  - «A Girl Like That» Eleventh Hour[15]
  - «Insatiable» Patsy Grime[16]

## Титулы и достижения
- Total Nonstop Action Wrestling
  - TNA Knockout Championship (1 раз)[5]
- Ohio Valley Wrestling
  - Чемпион OVW среди женщин (1 раз)

- Pro Wrestling Illustrated
  - PWI ставит её под № 10 в списке 50 лучших женщин-рестлеров 2015 года[17]

- World Wrestling Entertainment
  - Генеральный менеджер ECW (2009—2010)[18]
  - Ассистент генерального менеджера ECW (2008—2009)